# Covachuelas (Segovia)
Covachuelas es una entidad singular de población diseminada perteneciente al municipio de Aldeonte, en la provincia de Segovia, comunidad autónoma de Castilla y León, España. En 2024 contaba con 2 habitantes.
Fue una localidad, barrio de El Olmillo, hasta quedar despoblada durante más de cuarenta años en la segunda mitad del siglo XX, actualmente se ha rehabilitando y repoblando, pero sin recuperar aún el rango de localidad, manteniendo el de diseminado según el INE.

## Geografía

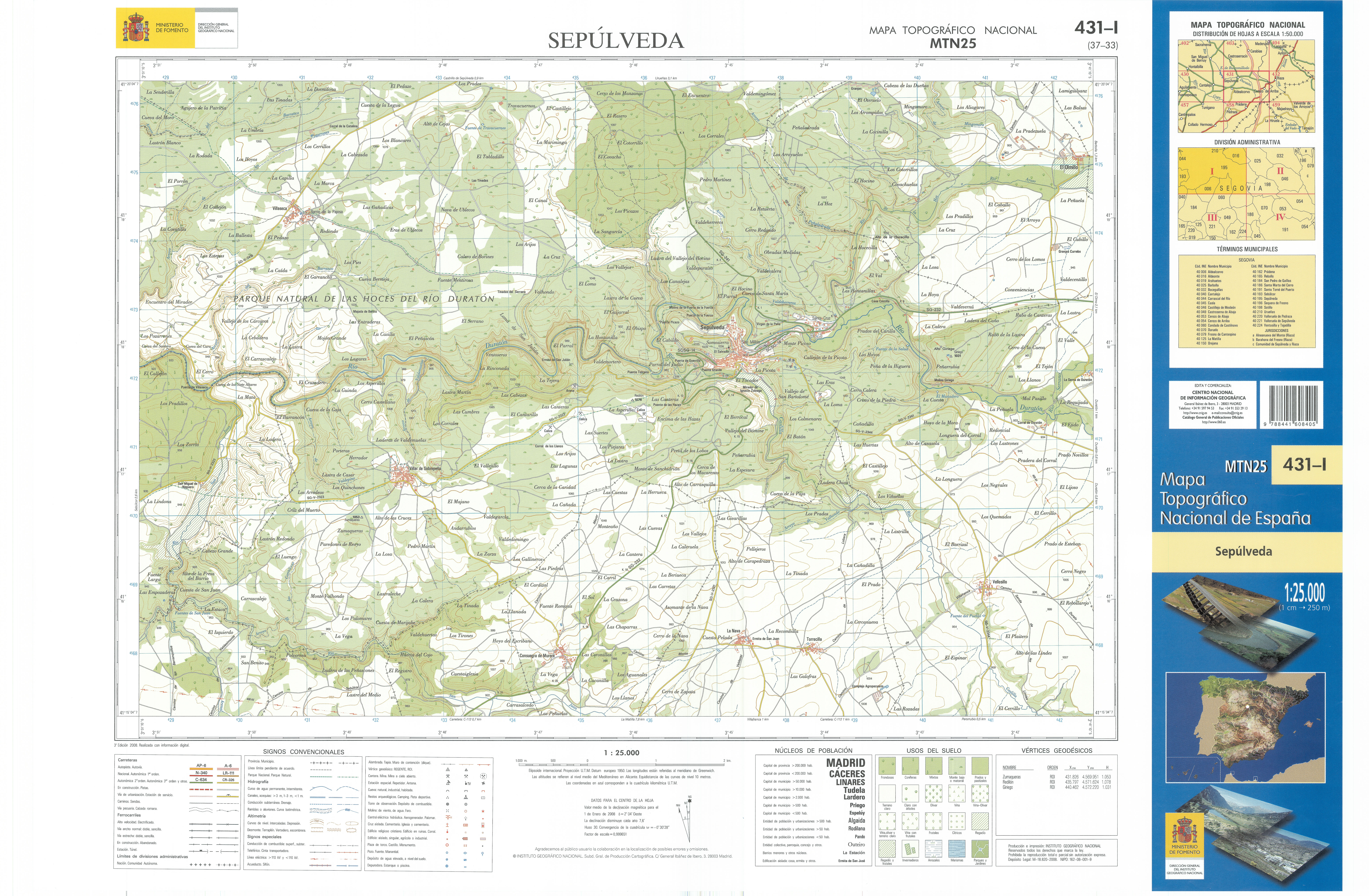
Fragmento de la hoja 482 del Mapa Topográfico Nacional de España de 2010 en el que se representa a Covachuelas

A una altitud de 951 MSNM, está situada a 2 km de la villa de Sepúlveda, de la que la separa el Río de la Hoz o Río Ayuso y con el que forma un barranco conocido como la Hocecilla. Pertenece desde su fundación al Ochavo de las Pedrizas y Valdenavares de la Comunidad de Villa y Tierra de Sepúlveda.
Se puede acceder al pueblo por viales de tierra compactada desde El Olmillo que ninguna administración ha querido asfaltar, de esta localidad de la que se considera un barrio dista 2 km. Se sitúa además a 4,5 km de Aldeonte, capital municipal y 6,5 de Boceguillas, donde se encuentra la Autovía del Norte A-1.

## Historia
El territorio es repoblado durante la Reconquista por la Comunidad de Villa y Tierra de Sepúlveda, quedando encuadrado dentro del Ochavo de las Pedrizas y Valdenavares. Su nombre se debe a la existencia de cuevas pequeñas en el entorno escarpado.
En el siglo XVI ya aparece como Covachuelas, unida en lo eclesiástico a la vecina Olmillo y dependiendo de la Iglesia de San Sebastián de Sepúlveda.
Ya en el siglo XVIII, el Catastro de Ensenada habla de El Olmillo y Cobachuelas compartiendo municipio y continuando dentro del mencionado ochavo.
Covachuelas fue lugar de parada y fonda de los viajeros que viajaban a Sepúlveda. Contó con una posada a las afueras de un pueblo que funcionaba en consonancia a un molino hidráulico, hoy en ruinas.
Por la Real Orden del 1 de enero de 1847, Covachuelas junto con El Olmillo pasarían a anejarse al municipio de Aldeonte, convirtiéndose su término en un enclave del primero, realidad que sigue presente en la actualidad.
En 1940 todavía era un núcleo de población de Aldeonte y contabiliza ocho viviendas y otras seis edificaciones, aglutinando 37 habitantes de derecho y hecho.
Tras el éxodo rural que tiene lugar en toda la comarca durante la segunda mitad del siglo XX, llegó a estar más de cuarenta años despoblado reduciéndose el número de siete casas presentes durante el siglo XIX, sin embargo en la actualidad una familia se ha reinstalado poniendo en marcha el establecimiento de turismo rural La Tenada de Covachuelas, recuperando así la vieja economía del caserío con posada. Desde este momento Covachuelas se volvió a dar de alta en el censo, aunque de momento el Instituto Nacional de Estadística mantiene la categoría de diseminado y no la de localidad.

## Demografía
| 37            | 0 | 0 | 2 | 2 | 3 | 3 | 3 | 4 | 2 | 2 | 2 | 2 | 2 | 2 |
| (Fuente: INE) |   |   |   |   |   |   |   |   |   |   |   |   |   |   |

## Patrimonio
- Ermita románica de San Lorenzo de gran valor histórico. El peligro que supone su posible desaparición y el abandono institucional la llevó a ser incluida en la Lista roja de patrimonio en peligro el 2 de junio de 2009 por la asociación de utilidad pública Hispania Nostra. Está situada en un altozano a las afueras del pueblo sobre el arroyo de la Hoz o de Mariaceite, hoy se utiliza como cementerio.[9][10]
- Paraje natural del barranco de la Hocecilla.
- Puente medieval restaurado.
- Antiguo molino hidráulico, hoy en ruinas.
- Antigua fuente junto al puente.[11]

## Gastronomía
- Destaca la receta de Codornices al Vino.[12]